# Pèrgam (mitologia)
Segons la mitologia grega, Pèrgam (en grec antic Πέργαμος, Pergamos), va ser un dels fills de Neoptòlem, rei de l'Epir, i la seva concubina Andròmaca.
Nascut al Regne de l'Epir, visqué com a príncep al costat dels seus germans Molós i Píel. Després de la mort del seu pare, el regne fou governat per l'espòs de la seva mare, Helen, qui cuidà els nois com a fills seus. Un cop morí Helen, el fill gran d'Andròmaca, Molós, heretà el tron i es coronà com a nou rei de l'Epir.
Aleshores fou quan Pèrgam inicià un viatge tot buscant un lloc per a ell. Va creuar el mar Egeu i va arribar a Teutrània, a la regió de Mísia. Allà va enfrontar-se en batalla singular amb el dèspota Arius, a qui assassinà. Aleshores, Pèrgam va proclamar-se dominador de la regió i va canviar el nom de la capital en posar-hi el seu propi; Pèrgam. També hi feu construir un santuari dedicat a la seva mare Andròmaca.
Una altra tradició deia que Pèrgam havia arribat a aquelles contrades en ajuda de Grinos, atacat pels seus veïns. Aquest Grinos era un fill d'Eurípil, i per tant, un net de Tèlef. Per agrair-li l'ajuda, Girne hauria posat el nom de Pèrgam a una de les seves ciutats.
Pèrgam és també el nom de la ciutadella de Troia.